# Camí del Puig (Castellcir)
El Camí del Puig és una pista rural del terme municipal de Castellcir, a la comarca del Moianès.

El Camí del Puig respecte del terme de Castellcir

Arrenca del punt giratori que hi ha al capdamunt del Carrer Major de Castellcir, on conflueixen amb aquest carrer l'Avinguda de Santa Coloma i la de Sant Quirze, a migdia del Pavelló d'esports del poble. Surt cap a llevant i en uns 250 metres mena a la masia del Puig.

## Etimologia
Com la major part dels camins, el seu nom és de caràcter descriptiu: és el camí que mena al Puig des de l'extrem de llevant del Carrer de l'Amargura.